# 安斯费尔登
48°13′N 14°17′E / 48.217°N 14.283°E
安斯费尔登是奥地利上奥地利州中部的一个约1.53万居民的城市。由于它位于林茨附近，因此受林茨的影响非常大。

## 地理
安斯费尔登的高度为海拔289米，位于上奥地利州的中部。市区北部与州府林茨以及特劳恩的市区相邻，在东部与圣弗洛里安相接，在南部与圣马林和克雷姆河畔诺伊霍芬相邻，在西部与普京相邻。
安斯费尔登分14个市区或镇。

## 市徽
以下为市徽的官方描写：“一条银色的波浪式线条将徽章斜分为两部分。上部绿底，七根银色的风琴管，每根比前一根稍微短一些。下部红底，银色的齿轮。”

## 历史

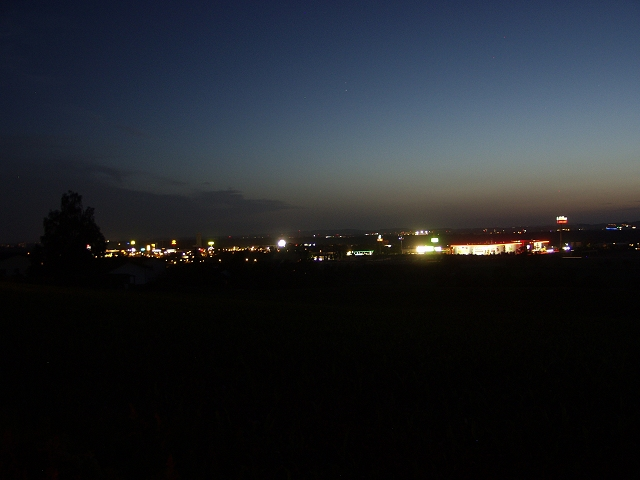
夜景

可以证实的、最早提到安斯费尔登的文献源于8世纪晚期。它本来属于巴伐利亚公国的东部地区，12世纪被划给了奥地利公国。在拿破仑战争中它多次被占领。从1918年开始它属于上奥地利州。1938年3月13日德奧合併后它被分给上多瑙区。
1945年第二次世界大战结束后安斯费尔登首先属于美占区，后来被规入重建的上奥地利州。美军在原来的一个战俘营上建立了一个难民营来收容从东欧被驱逐的人。1950年代中这里建立了一个现代的卫星城。

## 政治

### 市长和市议会
安斯费尔登目前的市长是奥地利社会民主党的瓦尔特·恩哈特（Walter Ernhard），他有三名副市长。市议会共有37席（社民党24席，人民党7席，自由党3席，绿党2席）。市政府会议有九名成员（社民党七名，人民党两名），除此之外市政府还有22个委员会（2006年6月数据）。

## 人口发展
1991年安斯费尔登的人口为14,636人，2001年为14,789人，目前市内有超过1.6万名居民。

## 文化

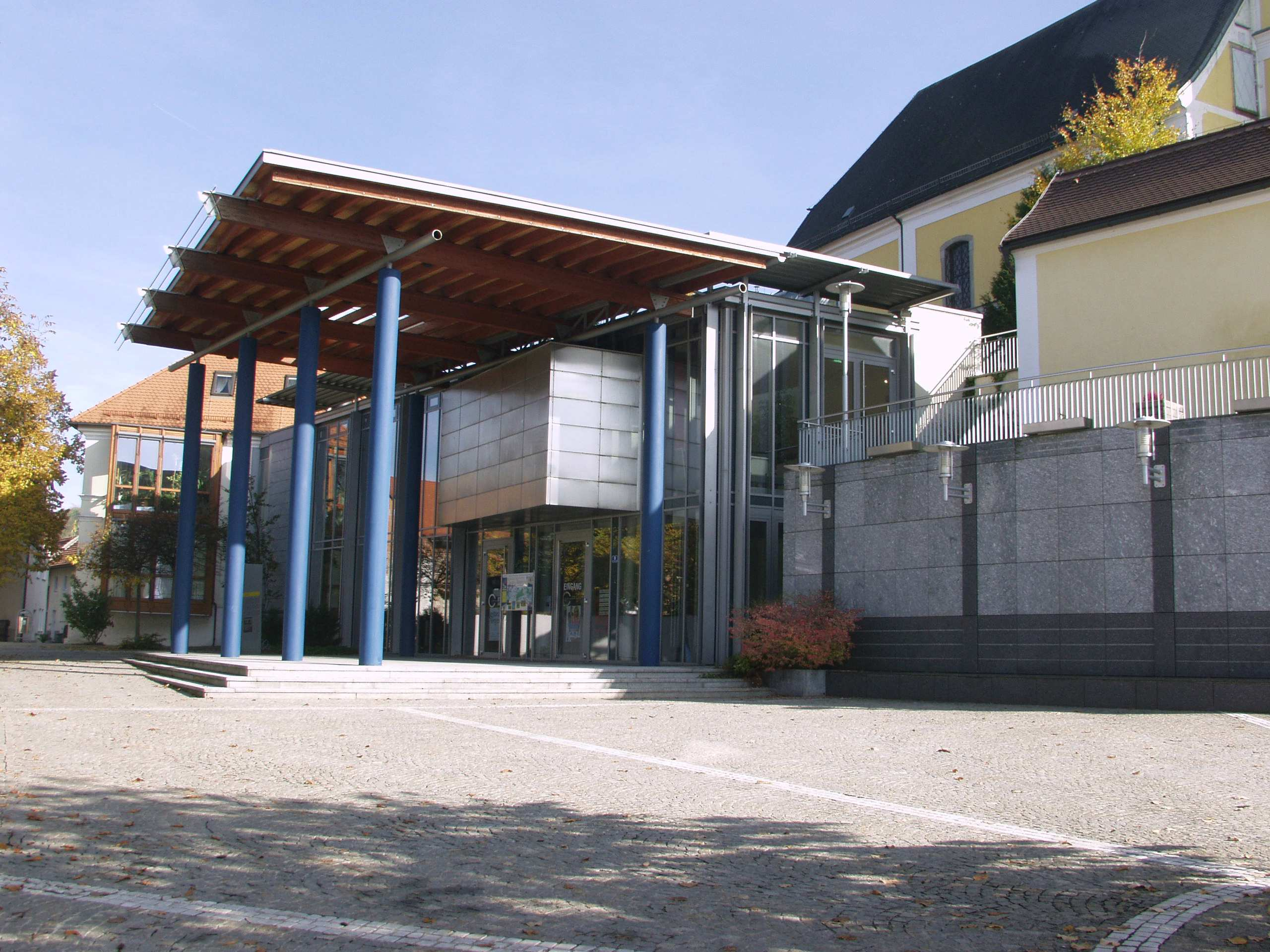
安东·布鲁克纳中心

### 安东·布鲁克纳
安东·布鲁克纳于1824年9月4日出生于安斯费尔登，并在当地长大。
1996年为纪念布鲁克纳逝世100周年安东·布鲁克纳中心开放。这个中心是举办活动和庆祝的场所。
为纪念安东·布鲁克纳安斯费尔登还有一条从市中心通往圣弗洛里安县（安东·布鲁克纳的安葬地）的徒步旅行路。

### 市政府庆祝厅，画廊
市政府庆祝厅内定期举行国内和国际的小品表演。

### 2011年国家花园展览
2011年奥地利国家花园展览将在安斯费尔登举行。

### 姐妹城市
安斯费尔登的姐妹城市是尼加拉瓜城市孔德加。

## 经济和基础建设

### 交通
安斯费尔登的铁路和公路交通均很便利，此外它位于林茨机场附近。但是在一些市区交通量过高，导致市民示威。

#### 公路
安斯费尔登市区内有两个重要的高速公路交叉口。

#### 铁路

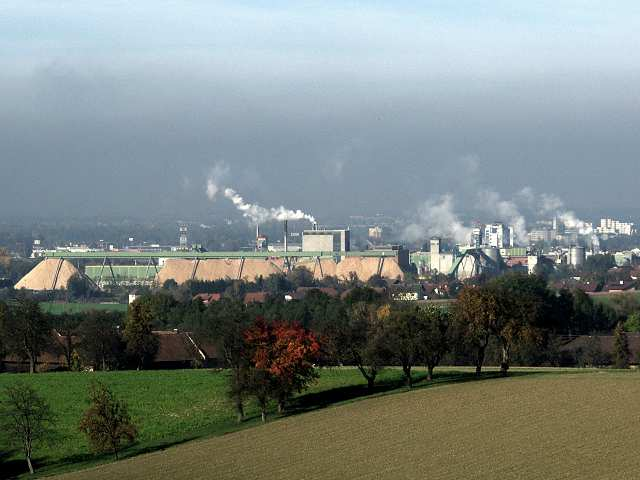
造纸厂

从安斯费尔登有通往林茨和塞尔茨塔尔的铁路。

#### 有轨电车
市内有多条有轨电车线路提供公共交通服务。

### 救火队和急救
安斯费尔登有四个救火队。
奥地利红十字会在安斯费尔登提供急救和救护车服务。

### 重要企业
安斯费尔登最大的企业是当地的造纸厂。此外市内还有一座购物中心，城市还吸引了一些家具和建筑材料和设施的贸易企业。

## 公共设施

### 幼儿园
市内有一个收录三岁以下和五个收录三岁以上的儿童的幼儿园。

### 教育设施
安斯费尔登有三座小学、三座中学和一座技校，此外还有一座图书馆。

### 休闲设施
每个市区至少有一个公共游戏场所，在两个市区里有划溜冰的场地，三个市区里有少年宫。1994年开放了一座游泳馆。

### 宗教设施
市区内有三座天主教教堂和一座新教教堂。

## 广播站
1955年在安斯费尔登市区内建立了一座短波发射台。至1968年为止奥地利广播电台使用这个发射台，此后至1996年奥地利军队使用这个发射台。今天这座110米高的发射天线被用来作为无线电话的发射台。